# بيتر وومرسلي

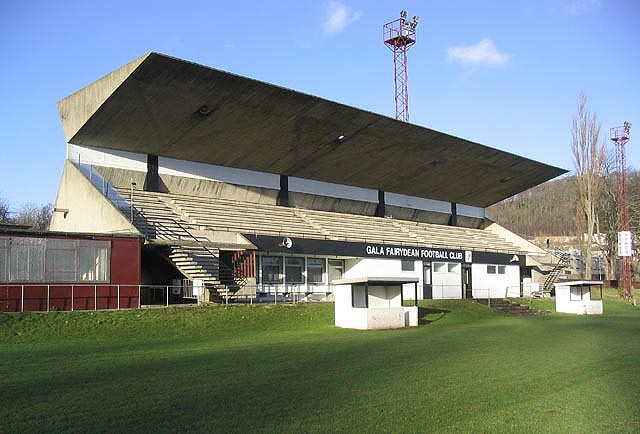
ملعب غالا فيريديان، غالاشيلز (1963)

كان بيتر وومرسلي (بالإنجليزية: Peter Womersley) (24 يونيو 1923 - 1993) مهندسا معماريا إنجليزيا، اشتهر بأعماله ذات الطابع الحداثي. عاش في منطقة الحدود الاسكتلندية، حيث يقع عدد من مبانيه، على الرغم من عمله في مشاريع في جميع أنحاء المملكة المتحدة. تأثر وومرسلي بشكل رئيسي بأعمال فرانك لويد رايت، ومنازل دراسة الحالة الأمريكية، حيث استخدمت مبانيه عناصر حداثية نموذجية مثل الخرسانة في الموقع والأشكال الهندسية القوية، على الرغم من أنه قدم مجموعة أوسع من المواد مما كان يستخدمه لو كوربوزييه وأتباعه عادةً.

## مسيرته
كان وومرسلي ينوي في الأصل دراسة القانون في جامعة كامبريدج، لكنه استُدعي للخدمة العسكرية في الحرب العالمية الثانية. إلا أنه لم يشارك في أي معارك، فدرس الهندسة المعمارية في الجمعية المعمارية بلندن بين عامي 1946 و1951. ثم أمضى بعض الوقت في الكويت، حيث ساعد في تصميم قصرٍ لأحد الشيوخ.

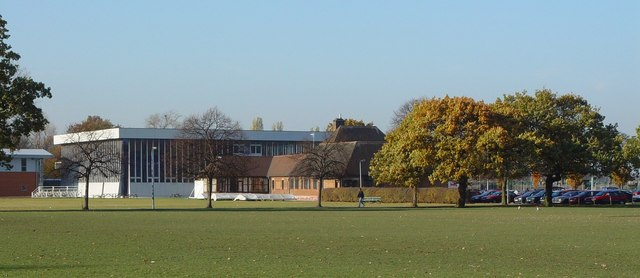
مركز جامعة هال الرياضي (1963-1965)

في عام 1952، قُبل في المعهد الملكي للمعماريين البريطانيين (RIBA). وكان أول مشروعٍ كُلِّف به هو بناء منزلٍ لأخيه، جون وومرسلي، في فارنلي تياس بالقرب من هدرسفيلد. حاز هذا المنزل، المعروف باسم فارنلي هاي (Farnley Hey)، على الميدالية البرونزية من المعهد الملكي للمعماريين البريطانيين عام 1958، ووُصف بأنه "أحد أفضل الأمثلة على تأثير فرانك لويد رايت في بريطانيا". يقع المنزل وسط منطقة مشجرة على حافة وادٍ شديد الانحدار، ويتميز بالطوب ذي اللون البنفسجي الفاتح، ومساحات واسعة من الزجاج، وتكسية خشبية. وعلى الرغم من تصميمه في عام 1952، لم يبدأ البناء إلا في عام 1954 بعد تغيير قوانين التخطيط. صمم وومرسي امتداداً للمنزل في عام 1956.

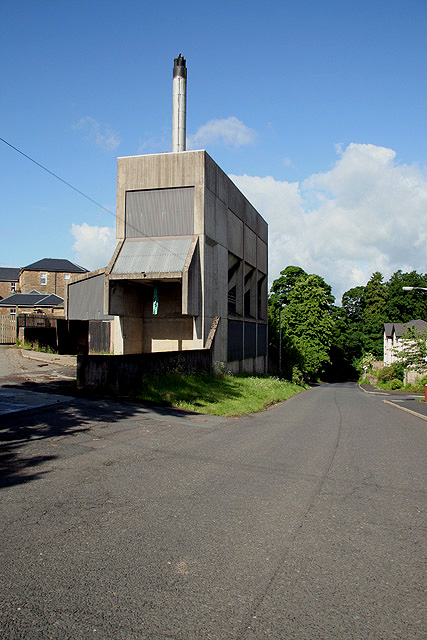
غرفة المرجل المهجورة بالقرب من ميلروز (1977)

انتقل وومرزلي بعد ذلك إلى منطقة الحدود الاسكتلندية، حيث بنى (The Rig)، منزله واستوديوه في جاتونسيد بالقرب من ميلروز، عام 1957. وفي العام نفسه، عمل على تصميم منزل لفنان النسيج برنات كلاين بالقرب من سيلكيرك. كان هذا المنزل، المعروف باسم "هاي سندرلاند" (High Sunderland)، يقع أيضًا وسط غابة كثيفة، ضمن حدائق قاعة سندرلاند التي تعود إلى القرن التاسع عشر، وزُيّن داخليًا بأقمشة من تصميمات كلاين الخاصة. وقد وُصفت تصميماته المعيارية بأنها تمهيد أو سابقة لتصميم منزل "بنجمينز ماونت" (Benjamin's Mount) (1967) الذي صمّمهُ إرنُو غولدفيغر.
واصل وومرزلي التركيز على المنازل الخاصة، لكنه حصل على عدد قليل نسبيًا من العمولات. ومع ذلك، بدأ نشاطه في الازدهار عام 1961 عندما فاز في مسابقة تصميم مكاتب مقاطعة روكسبورغ (التي أصبحت الآن مقر مجلس منطقة الحدود الاسكتلندية)، كما حصل على تكليف بتصميم مركز رياضي في جامعة هال. استمر نشاطه الهندسي على نطاق ضيق، بعدد لا يزيد عن خمسة موظفين، لكنه أنتج عددًا من المباني البارزة حتى أواخر السبعينيات.
كانت وحدة جراحة زرع الأعضاء التابعة لمؤسسة نوفيلد (1963) في مستشفى إدنبرة ويسترن جنرال "أول مبنى تجريبي يُصمَّم خصيصًا لزراعة الأعضاء البشرية". وشملت مشاريعه الأخرى في مجال الرعاية الصحية وحدة استقبال لمستشفى هدينغتون للأمراض العقلية (1963)، التي تُعرف الآن بوحدة غارلتون في مستشفى هيردمانفلات، إضافةً إلى عيادة طب عام في مدينة كيلسو. وبالتعاون مع مهندسي شركة أوفه آروب، صمَّم عام 1963 ملعب نادي غالا فيريدين إف.سي، مستعينًا بهياكل خرسانية مميّزة بعلامات القوالب الخشبية، ومُعلَّقة بطريقة الكابول لإعطاء انطباع بسقف عائم. في عام 1969، صمَّم استوديو للفنان النسيجي برنات كلاين بجوار مبنى «هاي سندرلاند». وكان الاستوديو، الذي يستحضر بقوة أسلوب فرانك لويد رايت في مبنى "بيت الشلال" (Fallingwater)، أشهر أعمال وومرسلي، وقد رُشّح ضمن قائمة «المئة مكان الأعز على قلوب الاسكتلنديين» عام 2008. وفي العام نفسه، طُلب منه تصميم امتداد لكلية إدنبرة للفنون، لكن مقترحاته ذات التفاصيل المعمارية البارزة رُفضت. أما تصميماته اللاحقة فتشمل بيت الغلايات «النحتي» في مستشفى ميلروز للأمراض العقلية سابقًا، ومركز مونكلاندز الترفيهي في كوتبريدج (كلاهما عام 1977).
أصبحت كلٌ من هاي سندرلاند، واستوديو بيرنات كلاين، وملعب غالا فيريديان، محميتين الآن كمباني مدرجة ضمن الفئة أ، وهي أعلى مستوى حماية لمبنى في اسكتلندا ذي "أهمية معمارية أو تاريخية خاصة". بالإضافة إلى ذلك، أُدرج مبنى (The Rig) ووحدة غارلتون في هادينغتون ضمن الفئة ب عام 2007. وفي إنجلترا، أُدرج مبنى فارنلي هاي ضمن الفئة الثانية من قِبل هيئة التراث الإنجليزي.

## الحياة الشخصية
كان ورمرسلي شديد الخصوصية، ونادرًا ما يُجري مقابلات. كانت علاقته بعائلة كلاين (التي صمم لها العديد من المباني) وثيقة للغاية لدرجة أنه عُيّن الوصي القانوني على أطفال برنات كلاين. كان ورمرسلي مثليًا، وتتكهن ابنة كلاين بأن علاقة الرجلين الوثيقة كانت، جزئيًا، نتيجةً لكونهما غرباء - إذ كان كلاين مهاجرًا صربيًا.

## أعمال هامة
| الاسم                              | الموقع                                              | التاريخ   | ملاحظات | الإحداثيات                                  | المرجع        |
| ---------------------------------- | --------------------------------------------------- | --------- | --- | ------------------------------------------- | ------------- |
| فارنلي هاي                         | قرب فارنلي تاياس، هدرسفيلد، غرب يوركشير             | 1952–1955 | منزل خاص لأخ المعماري، تم توسيعه بواسطة المعماري عام 1956. مصنف من الدرجة الثانية.                                            | 53°36′43″N 1°46′16″W / 53.61194°N 1.77111°W | [ 11 ] [ 12 ] |
| هاي سندرلاند                       | قرب سيلكيرك، الحدود الإسكتلندية                     | 1956–1957 | منزل خاص لمصمم الأقمشة برنات كلاين. مصنف من الفئة أ.                                                                          | 55°34′28″N 2°50′12″W / 55.57444°N 2.83667°W | [ 13 ] [ 14 ] |
| The Rig                            | غاتونسيد، الحدود الإسكتلندية                        | 1956      | منزل واستوديو وومرزلي الخاص، تم تحويله إلى منزلين بواسطة المعماري عام 1978. مصنف من الفئة ب.                                  | 55°36′28″N 2°43′32″W / 55.60778°N 2.72556°W | [ 15 ] [ 16 ] |
| فالي سبرينغ                        | باث                                                 | عقد 1960  | منزل | 51°21′24″N 2°21′41″W / 51.35667°N 2.36139°W | [ 17 ]        |
| منزل                               | بورت موراي، مايدنز، جنوب آيرشاير، هُدم في أغسطس 2016 | 1960–1963 | | 55°19′57″N 4°49′42″W / 55.33250°N 4.82833°W | [ 18 ] [ 19 ] |
| تشيرش سكوير                        | غالاشيلز، الحدود الإسكتلندية                        | 1961      | | 55°36′46″N 2°48′21″W / 55.61278°N 2.80583°W | [ 20 ]        |
| مكاتب موراي وساندرسون              | غالاشيلز، الحدود الإسكتلندية                        | 1961      | يشغلها الآن مكتب كاميرون أسوشيتس، مهندسون معماريون                                                                            | 55°37′16″N 2°48′57″W / 55.62111°N 2.81583°W |               |
| ملعب فيريديان                      | غالاشيلز، الحدود الإسكتلندية                        | 1963      | لا يزال قيد الاستخدام، مصنف من الفئة أ.                                                                                       | 55°36′23″N 2°47′03″W / 55.60639°N 2.78417°W | [ 21 ]        |
| نورت لودج، مستشفى هادينغتون        | هادينغتون (لوثيان الشرقية)                          | 1963      | الآن وحدة جارلتون، وحدة استقبال الأمراض النفسية في مستشفى هيردمانفلات. مصنفة من الفئة ب.                                      | 55°57′37″N 2°47′17″W / 55.96028°N 2.78806°W | [ 22 ]        |
| وحدة جراحة زرع نوفيلد              | المستشفى العام الغربي، إدنبرة                       | 1963      | لا تزال قيد الاستخدام، وتم توسيعها عام 2007 بواسطة آيتكن تيرنبول.                                                             | 55°57′40″N 3°13′58″W / 55.96111°N 3.23278°W | [ 4 ] [ 23 ]  |
| المركز الرياضي بجامعة هل           | كينغستون أبون هال، إيست رايدينغ في يوركشاير         | 1963–1965 | لا يزال قيد الاستخدام، مدرج في قائمة المباني المحلية لدى مجلس مدينة هال.                                                      | 53°46′26″N 0°22′08″W / 53.77389°N 0.36889°W | [ 24 ] [ 25 ] |
| عيادة مجموعة إدينسايد ومنزل الحارس | كيلسو، الحدود الإسكتلندية                           | 1965      | لا تزال قيد الاستخدام، مع بعض التعديلات.                                                                                      | 55°36′14″N 2°25′49″W / 55.60389°N 2.43028°W | [ 26 ]        |
| مباني مقاطعة روكسبيرغ              | نيوتاون سانت بوسويلز، الحدود الإسكتلندية            | 1966      | المرحلة الأولى من مباني مقاطعة روكسبيرغ، بعد مسابقة عام 1961. الآن المقر الرئيسي لمجلس الحدود الإسكتلندية، مع امتدادات حديثة. | 55°34′40″N 2°40′26″W / 55.57778°N 2.67389°W | [ 27 ]        |
| استوديو برنات كلاين، هاي سندرلاند  | قرب سيلكيرك، الحدود الإسكتلندية                     | 1969      | استوديو مجاور لمنزل هاي سندرلاند، لمصمم الأقمشة برنات كلاين. تم تعديله حوالي عام 2006. مصنف من الفئة أ.                       | 55°34′24″N 2°50′13″W / 55.57333°N 2.83694°W | [ 28 ]        |
| بنك ميدلاند                        | شارع نيو، هدرسفيلد                                  | 1971      | الآن بنك HSBC | 55°34′24″N 2°50′13″W / 55.57333°N 2.83694°W | [ 29 ]        |
| بيت الغلايات، مستشفى مقاطعة ميلروز | قرب ميلروز، الحدود الإسكتلندية                      | 1977      | يخضع للتحويل إلى استخدام سكني                                                                                                 | 53°38′45″N 1°46′59″W / 53.64583°N 1.78306°W | [ 7 ] [ 30 ]  |
| مركز الترفيه مونكلاندز             | كوتبريدغ، نورث لاناركشاير                           | 1977      | لا يزال قيد الاستخدام | 55°51′35″N 4°02′08″W / 55.85972°N 4.03556°W | [ 31 ]        |

## روابط خارجية
- Renovation of the Bernat Klein Studio, by Studio DuB Architects